# Galeandra bicarinata
Galeandra bicarinata là một loài thực vật có hoa trong họ Lan. Loài này được G.A.Romero & P.M.Br. mô tả khoa học đầu tiên năm 2000.